# Prinsessan Hexiao
Prinsessan Hexiao, född 1775, död 1823, var en kinesisk prinsessa.  
Hon var dotter till Qianlong-kejsaren och Gemål Dun (1746-1806). Hon gifte sig år 1790 med adelsmannen Fengšeninde (豐紳殷德; 1775–1810), son till ministern Heshen. Hon fick en son, som avled bara något år gammal. 
Hon var sin fars favoritdotter och ansågs vara lik honom. Kejsaren gav henne många förmåner och favoriserade henne kraftig: bland annat gav han henne samma rang som om hon vore dotter till en kejsarinna, och en större hemgift än någon annan dotter. Hon beskrivs som en resolut karaktär och åtföljde ofta sin far på jakt. 
När hennes bror avsatte hennes svärfar år 1799, tilläts han begå självmord snarare än avrättas av hänsyn till henne; hennes make fråntogs sina titlar men blev i övrigt skonad, och en del av familjens konfiskerade förmögenhet tillföll henne.    